# Madonna della Natività

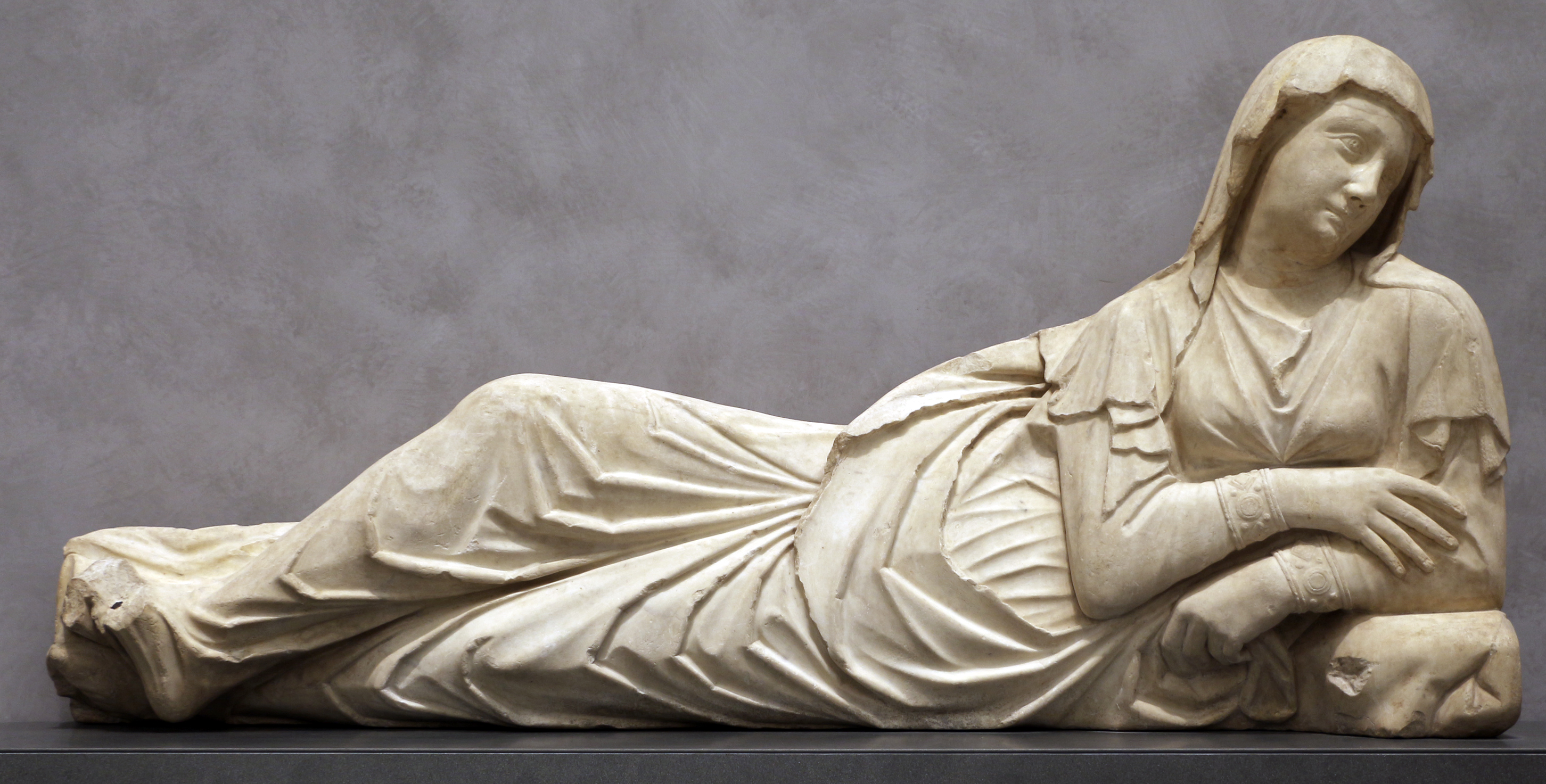
Dettaglio della Madonna

La Madonna della Natività è un gruppo scultoreo in marmo (60x125 cm) di Arnolfo di Cambio e aiuti, databile all'inizio del XIV secolo, proveniente dall'antica facciata di Santa Maria del Fiore e oggi conservato nel Museo dell'Opera del Duomo a Firenze.

## Storia e descrizione
La lunetta del portale sinistro di Santa Maria del Fiore ospitava la rappresentazione della Natività, con la Madonna sdraiata e alcune figure e rilievi di contorno. Maria figura distesa, appoggiata sul gomito, secondo l'iconografia tradizionale ripresa in quegli anni anche da Giotto; tale posizione riprendeva anche quella della Dormitio Virginis nella lunetta destra. Indossa il mantello dalle pieghe a effetto accartocciato e sembra esprimere una lieve malinconia. Concepita per essere osservate dal basso, creava una sorta di effetto trompe l'oeil spiccando in volume pur senza presentare uno spessore particolarmente ampio. Il classicismo della figura è stato messo in relazione con altre opere già in facciata, come la statua di Bonifacio VIII'.
Ai lati dell'arco stavano almeno due angeli e forse la parte sopra Maria conteneva rilievi, tra cui si è riconosciuto un frammento con pecore che avrebbe potuto far parte di un ipotetico Annuncio ai pastori, riferibile al 1310 circa. Un anonimo che descrisse la facciata ricordò dopotutto come nella lunetta destra fossero presenti "molte figure di pastori e animali". Anche nel disegno della facciata prima della demolizione di Bernardino Poccetti si vede la Madonna sdraiata con alle spalle un rilievo.
La Madonna sdraiata venne rinvenuta da Swarzenski nel 1904 tra le opere in vendita da Stefano Bardini, assieme ad altre sculture come la Dormitio che prese poi la via di Berlino. Il rilievo col frammento di Annuncio ai pastori era invece nelle Gallerie medicee e, destinato al Museo del Bargello, venne riunito agli altri frammenti della facciata solo nel 1936.